# Circondario di Soest
Il circondario di Soest (targa SO) è uno dei circondari (Kreis) della Renania Settentrionale-Vestfalia, in Germania.
Appartiene al distretto governativo (Regierungsbezirk) di Arnsberg. Comprende 7 città e 7 comuni. Il capoluogo è Soest, il centro maggiore Lippstadt.

## Città e comuni
Fanno parte del circondario 14 comuni di cui sette sono classificati come città (Stadt). Una delle città è classificata come grande città di circondario (Große kreisangehörige Stadt) e tre sono classificate come media città di circondario (Mittlere kreisangehörige Stadt).
(Abitanti al 31 dicembre 2021)
Città
1. Erwitte (16 043)
2. Geseke (21 411)
3. Lippstadt (grande città di circondario) (68 007)
4. Rüthen (10 753)
5. Soest (media città di circondario) (47 929)
6. Warstein (media città di circondario) (24 325)
7. Werl (media città di circondario) (30 736)

Comuni
1. Anröchte (10 203)
2. Bad Sassendorf (12 294)
3. Ense (12 197)
4. Lippetal (11 837)
5. Möhnesee (11 852)
6. Welver (11 752)
7. Wickede (Ruhr) (12 959)